# Ерухимова, Татьяна Львовна
Татьяна Львовна Ерухимова (англ. Tatiana Erukhimova, Горький, РСФСР, СССР) — русско-американский физик. 
Будучи профессором Техасского университета A&M, Ерухимова была избрана членом (fellow) Американского физического общества «за разработку и распространение инновационных образовательных программ по физике для студентов колледжей и общественности, а также за организацию крупных научных фестивалей в университетских условиях». Она была также избрана членом (fellow) Американской Ассоциации по Развитию Науки (AAAS) и Американского Общества Преподавателей Физики. 

## Ранняя жизнь и образование
Ерухимова получила степень магистра физики в 1987 году в Нижегородском государственном университете имени Н.И. Лобачевского и докторскую степень по тому же предмету в Российской академии наук. После получения докторской степени Ерухимова получила должность научного сотрудника в Техасском университете A&M (Техасский A&M).

## Карьера
Придя на факультет Научного колледжа Техасского A&M в 2006 году, Ерухимова организовала научную работу и услуги научному сообществу Техаса, включая программы DEEP («Открывай, исследуй и наслаждайся физикой и инженерией»), Physics Show, Just Add Science и Real Physics Live. Она также была соорганизатором ежегодной программы развития физики Института Митчелла и соавтором учебника «Атмосферная термодинамика». В знак признания ее усилий Ерухимова была удостоена награды Техасского A&M за выдающиеся достижения в области преподавания в 2012 году и премии Sigma Xi за услуги в сфере популяризации науки в 2014 году
После повышения до должности доцента-преподавателя и координатора по связям с общественностью кафедры физики и астрономии Ерухимова была названа одной из двух лауреатов Премии Президентского профессора за выдающиеся достижения в области преподавания в 2017 году. Работая на своей новой должности, она также была выбрана на должность заместителя председателя Комитета Американской ассоциации учителей физики по естественнонаучному образованию общественности. В 2019 году Ерухимова была избрана членом Американского физического общества «за разработку и распространение инновационных образовательных программ по физике для студентов колледжей и общественности, а также за организацию крупных научных фестивалей в университетских условиях».
В 2021 году Ерухимова и ее коллеги провели опрос 10 000 студентов и пришли к выводу, что нет никаких доказательств того, что мужчины превосходят женщин по некоторым естественным наукам, в частности по физике. После этого она была назначена на должность профессора университета в 2021 году за выдающиеся достижения в области преподавания бакалавриата в Техасском A&M и выбрана в качестве одного из получателей награды проректора академического профессионального факультета за выдающиеся достижения в преподавании в 2021 году.
Видео TikTok с участием Ерухимовой стали вирусными в социальных сетях, где она показывает физические концепции в действии посредством забавных экспериментов. Ее видео были записаны и размещены факультетом физики и астрономии университета на TikTok, многие из них собрали миллионы просмотров. Страница TikTok факультета физики и астрономии Техасского A&M собрала более 1,5 миллиона подписчиков, более 28,2 миллиона лайков и более 228 миллионов просмотров, прежде чем перейти на Instagram и YouTube. Ерухимова участвовала в программах «Шоу Дженнифер Хадсон» и «Доброе утро, Америка».